# Список глав государств в 557 году
Список глав государств в 556 году — 557 год — Список глав государств в 558 году — Список глав государств по годам

## Африка
- Аксумское царство — Йоэль, негус (ок. 555 — ок. 575)

## Америка
- Баакульское царство — К’ан Хой Читам I, священный владыка (524—565)
- Канульское царство — Хут ном Чаналь, царь (551—572/573)
- Мутульское царство (Тикаль) — Яш-Эб-Шок II, царь (537—562)
- Шукууп (Копан) — ?-Балам, царь (553—578)

## Азия
- Абхазия (Абазгия) — Иствинэ, князь (ок. 550 — ок. 580)
- Вансюан (Ранние Ли) — Трие Вьет Вуонг, император (547—571)
- Гассаниды — аль-Харит V ибн Джабала, царь (529—569)
- Дханьявади — Тюрия Кала, царь[англ.] (552—575)
- Иберия — Фарсман V, царь (547—561)
- Индия —
  - Вишнукундина — Викрамендра Варма II, царь[лит.] (555—569)
  - Западные Ганги — Дурвинта, махараджа (529—579)
  - Маитрака — Гухасена, махараджа[англ.] (ок. 556 — ок. 570)
  - Паллавы (Анандадеша) — Симхаварман III, махараджа (550—574)
  - Чалукья — Сатьяшрая Пулакешин I, раджа (535—566)
- Камарупа — Чандрамукхаварман, царь (542—566)
- Китай (Период Южных и Северных династий) —
  - Западная Вэй —
    - Гун-ди (Юань Ко), император (554—557)
    - в 557 году ликвидирована кланом Юйвэнь

  - Лян —
    - Цзин-ди (Сяо Фанчжи), император (555—557)
    - в 557 году ликвидирована Чэнь Басянем

  - Северная Ци — Вэнь Сюань-ди (Гао Ян), император (550—559)
  - Северная Чжоу —
    - Сяо Минь-ди (Юйвэнь Цзюэ), император (557)
    - Мин-ди (Юйвэнь Юй), император (557—560)

  - Чэнь — У-ди (Чэнь Басянь), император (557—559)
- Корея (Период Трех государств):
  - Конфедерация Кая — Тосольджи, ван (532—562)
  - Когурё — Янвон, тхэван (545—559)
  - Пэкче — Видок, король (554—598)
  - Силла — Чинхын Великий, тхэван (514—576)
- Лазика (Эгриси) — Тцат II, король (555—570)
- Лахмиды (Хира) — Амр III ибн аль-Мундир, царь (554—569)
- Паган —
  - Хан Лонг, король[англ.] (547—557)
  - Хан Лат, король[англ.] (557—569)
- Персия (Сасаниды) — Хосров I Ануширван, шахиншах (531—579)
- Раджарата (Анурадхапура) — Моггаллана II, король (540—560)
- Тарума — Сурьяварман, царь (535—561)
- Тогон — Муюн Куалюй, правитель (540—591)
- Тюркский каганат — Мукан, каган (553—572)
- Тямпа — Рудраварман I, князь (529—572)
- Химьяр — Абраха, царь (536 — ок. 570)
- Ченла — Шрестхаварман II, раджа (555—560)
- Япония — Киммэй, император (539—571)

## Европа
- Англия —
  - Берниция — Ида, король (547—559)
  - Думнония — Константин ап Кадо, король (537—560)
  - Каер Гвенддолеу — Гвенддолеу ап Кейдио, король (ок. 550 — 573)
  - Кент — Эрменрик, король (ок. 540 — 591)
  - Мерсия — Киневальд, король (538—568)
  - Пеннины —
    - Дунотинг (Северные Пеннины) — Динод Толстый, король (ок. 525 — ок. 595)
    - Пик (Южные Пеннины) — Сауил Высокомерный, король (ок. 525 — 590)

  - Регед —
    - Северный Регед — Кинварх Угрюмый, король (535—570)
    - Южный Регед — Элидир Толстый, король (535—560)

  - Сассекс — Кисса, король (514 — ок. 567)
  - Уэссекс — Кинрик, король (534—560)
  - Эбрук — Элиффер ап Эйнион, король (500—560)
  - Элмет — Артуис ап Масгвид, король (540—560)
  - Эссекс — Эсквин, король (547—568)
- Арморика — Теудр Великий, король (545—584)
- Бавария — Гарибальд I, герцог (ок. 548 — 591)
- Бро Варох — Канао I, король (550—560)
- Вестготское королевство — Атанагильд, король (554—567)
- Византийская империя — Юстиниан I, император (527—565)
- Гепиды — Торисвинт, король (ок. 548 — 560)
- Ирландия — Диармайт мак Кербалл, верховный король (538 — ок. 565)
  - Айлех —
    - Фергюс мак Муйрхертах, король (534 — ок. 566)
    - Домнал мак Муйрхертах, король (534 — ок. 566)

  - Коннахт — Ферадах мак Росса, король (ок. 555 — ок. 560)
  - Лейнстер — Колман Мор, король (550—580)
  - Мунстер — Кримтанн Срем, король (550—560)
  - Ольстер —
    - Ферне мак Энгуссо, король (553—557)
    - Демман мак Кэрелл, король (557—572)
- Лангобарды — Аудоин, король (546—566)
- Папский престол — Пелагий I, папа римский (555—561)
- Свевов королевство (Галисия) — Харарих, король (ок. 550 — 558/559)
- Уэльс —
  - Брихейниог — Лливарх ап Ригенеу, король (540—580)
  - Гвинед — Рин ап Майлгун, король (547 — ок. 580)
  - Гливисинг — Кадок Мудрый, король (523—580)
  - Дивед — Кингар ап Гуртевир, король (540—570)
  - Поуис — Брохвайл Искитрог, король (? — ок. 560)
- Франкское королевство —
  - Аквитания — Храмн, король (555—560)
  - Париж — Хильдеберт I, король (511—558)
  - Суассон — Хлотарь I, король (511—561)
- Швеция — Адильс, король (ок. 530 — ок. 575)
- Шотландия —
  - Дал Риада — Габран, король (538—558)
  - Пикты — Дрест IV, король (550—560)
  - Стратклайд (Альт Клуит) — Тутагуал ап Клинох, король (? — ок. 580)

- Юстиниан I 
527—565 
Император Византии
- Хильдеберт I 
511—558 
Король Парижа
- Хлотарь I 
511—561 
Король Суассона
- Хосров I Ануширван 
531—579 
Шахиншах Персии
- Атанагильд 
554—567 
Король вестготов
- У-ди 
557—559 
Император Чэнь
- Эсквин 
547—568 
Король Эссекса
- Пелагий I 
555—561 
Папа римский